# إدوارد غراب
كان إدوارد غراب (19 أكتوبر 1854 - 23 يناير 1939) ناشطًا بارزًا في جمعية الكويكرز المسيحية، وقدَّم اسهامات كبيرة في دعم السلم والاهتمام بالقضايا الاجتماعية من خلال قيادته لجمعية الأصدقاء الدينية في أواخر القرن التاسع عشر المعروفة باسم جمعية الكويكرز في عصر النهضة. كتب غراب أيضًا عددًا من التراتيل أشهرها «إلهنا» و«لمن نتجه»، ولعب فيما بعد دورًا رئيسيًا في منظمة لا للتجنيد، وهي منظمة قامت بجمع وتوحيد معارضي التجنيد الإلزامي في بريطانيا خلال الحرب العالمية الأولى.

## عمله المبكر
ولد غراب في سادبوري - سوفولك، وتلقى تعليمه في مدرسة بوتام في يورك، ثم تابع تعليمه الجامعي في جامعتي ليدز ولندن. بدأ حياته المهنية كمدرس في مدرسته السابقة بوتام، وهي مدرسة داخلية للأولاد تتبع لجمعية الأصدقاء الدينية والتي كان غراب قد التحق بها في عام 1868 وهو بسن الرابعة عشرة. انتقل غراب لاحقًا للتدريس في عدد من المدارس الأخرى، كان بعضها يتبع لجمعية الكويكرز. وحصل على شهادة البكالوريوس في عام 1876. وتزوج في عام 1877 من إيما هورسنيل من بولفورد وهي المدينة التي كان قد قضى فيها أكثر من سبع سنوات.

## الصراع بين الدين والعلم
عانى غراب من أزمة إيمان ناجمة عن عدم قدرته على التوفيق بين العلم والمعتقدات الدينية التي نشأ عليها في صغره أثناء فترة التحضير لامتحان الماجستير في عام 1879. اقتنع في البداية أن أي مفكر حقيقي لا يمكن أن يكون متدينًا، ولم يجد أي رضا في المذهب اللاأدري، لكنه رغم كل ذلك ظل منفتحًا على مناقشة مشاكله الفكرية التي شملت الإيمان بالله. بدأ غراب في ثمانينيات القرن التاسع عشر تركيز اهتمامه على المواضيع الاجتماعية، وقلَّل الوقت المخصص للتدريس من أجل تخصيص وقت لدراسة الاقتصاد والعمل في المجال الاجتماعي العام. كان غراب من بين أوائل الذين عارضوا بقوة ونجاح إعلان ريتشموند في لندن خلال الاجتماع السنوي في عام 1888، وذلك تماشيًا مع رغبته في التوفيق بين الدين والعلم. عُين غراب بعد ذلك بفترة وجيزة كوزير في جمعية الأصدقاء الدينية بعد مواظبته على الالتزام بدور العبادة، ورغم أنه لم يكن يملك أساسًا إيمانيًا راسخًا في ذلك الوقت، لكنه كان واثقًا أنه سيأتي مع مرور الأيام.

## إنجازاته الرئيسية
بقي غراب قائدًا رئيسيًا في جمعية الكويكرز البريطانية طيلة حياته، وكان بالإضافة لذلك مؤلفًا دينيًا غزير الإنتاج، وعضوًا رئيسيًا في عدد من المنظمات الدينية والاجتماعية من أهمها منظمة لا للتجنيد. نشأ موقف غراب السلمي ودفاعه عن القيم الاجتماعية جراء خيبة الأمل في حرب البوير الثانية مثله مثل معظم دعاة السلام البريطانيين في جيله، وكان غراب أمينًا لجمعية هوارد في الفترة من 1901 – 1906.